# Erioptera (Erioptera) angusticincta
Erioptera (Erioptera) angusticincta is een tweevleugelige uit de familie steltmuggen (Limoniidae). De soort komt voor in het Afrotropisch gebied.